# Romano d'Ezzelino
Romano d'Ezzelino är en ort och kommun i provinsen Vicenza i regionen Veneto i Italien. Kommunen hade 14 290 invånare (2018).